# Baile Átha Buí
Baile Átha Buí (en anglès Athboy, que vol dir "vila del gual groc") és una vila d'Irlanda, a la Gaeltacht del comtat de Meath, a la província de Leinster. En el seu territori hi ha la vila de Ráth Cairn que forma part de la Gaeltacht de Meath. Es troba a la cruïlla de les carreteres N51 i la R154. La ciutat està situada al gual del riu groc, prop de la frontera amb el comtat de Westmeath.

## Història

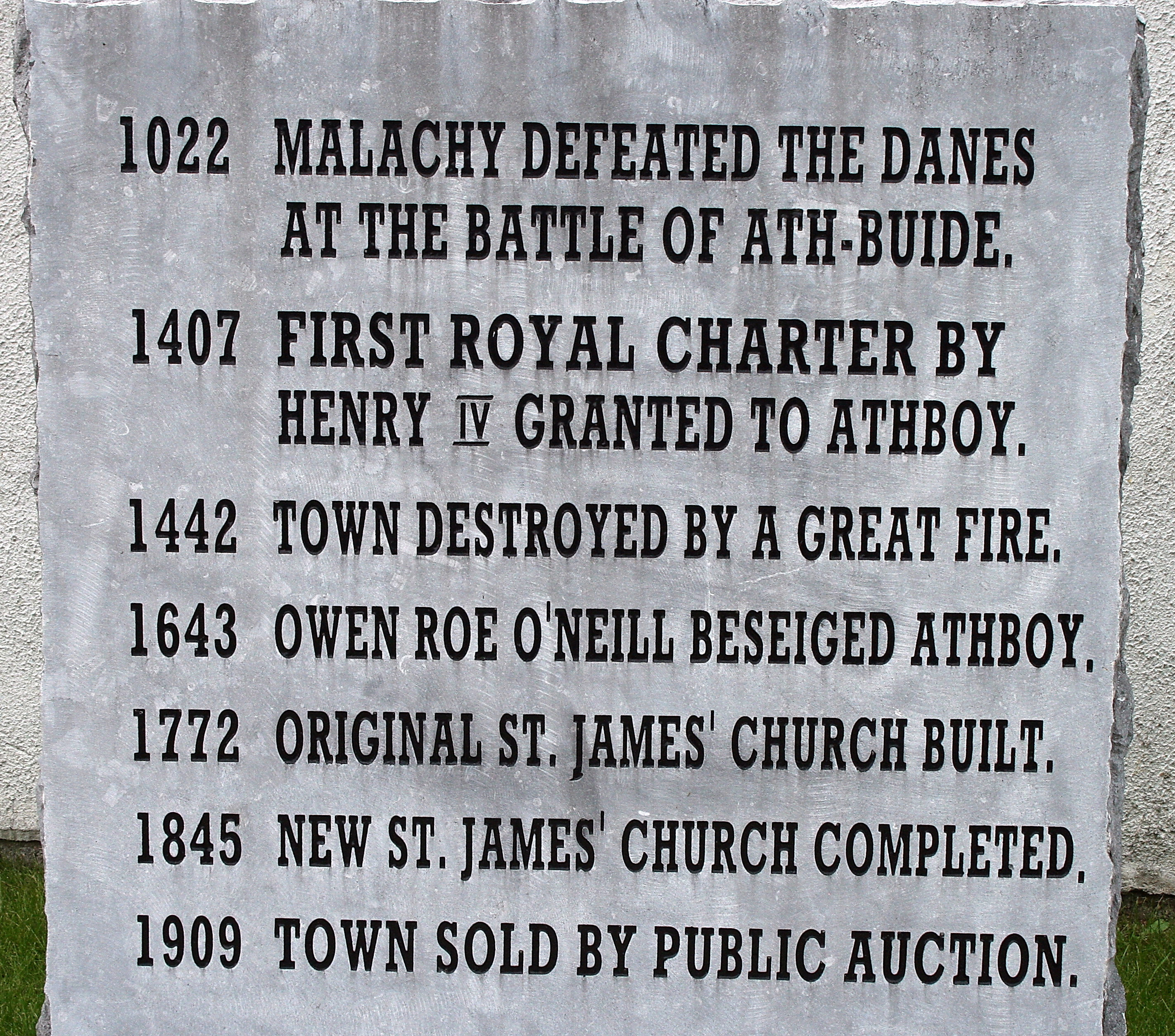
Història escrita en pedra

Durant l'edat mitjana era una fortalesa emmurallada de the Pale. Owen Roe O'Neill la va ocupar en 1643, i sis anys més tard Oliver Cromwell hi acampà el seu exèrcit al proper turó de Tlachta, localització de la festa pagana del Samhain, precursora de la moderna diada de Halloween.
La torre de St James (Església d'Irlanda) és el que queda d'un priorat carmelita del segle xiv. Darrere de l'església hi ha les restes de les muralles de la ciutat. L'església compta amb la interessant retaule medieval.
El 1694 les "terres i comuns" de la vila i altres nombroses denominacions de la terra foren erigides en una propietat i garantides a Thomas Bligh, diputat per Athboy, qui prèviament havia comprat gairebé 12 km² (3000 acres) a l'àrea d'Athboy. El feu fill, John, va rebre el "comtat de Darnley" en 1725 i els Blighs (comtes de Darnley) n'eren propietaris de tot llevat sis de les 27 townlands a la parròquia d'Athboy durant els segles xviii i xix. Avui la llar dels Darnley a Main Street és l'Old Darnley Lodge Hotel.

## Transport

### Ferrocarril
L'estació de ferrocarril d'Athboy va obrir el 26 de febrer de 1864, però fou tancada al tràfic de passatgers el 27 de gener de 1947 i clausurada definitivament l'1 de setembre de 1954.

### Bus
Avui la vila té serveis regulars de bus a Trim, Dublín, Granard i Cavan que és proveït per la ruta del Bus Éireann amb 111 passatgers de/a Granard i Cavan on han de canviar de cotxe cap a Athboy. Durant el curs escolar hi ha una línia 0070 només els diumenges a Athlone, Navan i Dundalk.

## Educació
Endemés de les escoles primàries rurals de Rathmore i Rathcairn, l'O' Growney National School ha ofert serveis educatius des de 1949.
Pel que fa a l'educació secundària, l'antic convent de caritat de St. Joseph's s'unó a l'Athboy Vocational School en 2004 per a formar l'Athboy Community School. L'escola és localitzada actualment en el lloc on l'escola vocacional fou traslladada en 2011.

## Personatges
- Eugene O'Growney